# Ted L. Strickland
Ted L. Strickland (* 17. September 1932 in Austin, Texas; † 14. März 2012) war ein US-amerikanischer Politiker. Zwischen 1973 und 1975 war er Vizegouverneur des Bundesstaates Colorado.

## Werdegang
Über die Jugend und Schulausbildung von Ted Strickland ist nichts überliefert. Vor seiner politischen Laufbahn diente er in der United States Army. Danach arbeitete er als Petroleum information specialist in der Ölbranche. Politisch schloss er sich der Republikanischen Partei an. Zwischen 1967 und 1969 saß er als Abgeordneter im Repräsentantenhaus von Colorado; von 1969 bis 1973 sowie nochmals zwischen 1975 und 1992 gehörte er dem Staatssenat an.
Im Jahr 1972 wurde Strickland zum Vizegouverneur des Staates Colorado gewählt. Dieses Amt bekleidete er zwischen 1973 und 1975. Dabei war er Stellvertreter von Gouverneur John David Vanderhoof und bis 1974 Vorsitzender des Staatssenats. Seit 1974 ist nach einer Verfassungsänderung der Vizegouverneur von Colorado nicht mehr gleichzeitig Vorsitzender des Senats.
Zwischen 1983 und 1992 war Strickland unter der neuen Verfassung Präsident des Staatssenats. In den Jahren 1978 und 1986 kandidierte er erfolglos für das Amt des Gouverneurs. Er war auch in einigen Geologie- und Ölvereinigungen aktiv. Außerdem war er einer der Direktoren der Denver Rescue Mission und der Colorado Humane Society. Ted Strickland starb am 14. März 2012.